# Saint-Pierre-de-Trivisy
Saint-Pierre-de-Trivisy (Sant Pèire de Trevisi en occitan) est une commune française située dans le département du Tarn en région Occitanie. Sur le plan historique et culturel, la commune est dans le Lacaunais, un ensemble de plateaux où l'élevage de brebis laitières est prépondérant.
Exposée à un climat océanique altéré, elle est drainée par le Gijou, le Dadounet, le Rieu de l'Aze, le ruisseau des Bardes et par divers autres petits cours d'eau. Incluse dans le parc naturel régional du Haut-Languedoc, la commune possède un patrimoine naturel remarquable : un site Natura 2000 (Les « vallées du Tarn, de l'Aveyron, du Viaur, de l'Agout et du Gijou ») et deux zones naturelles d'intérêt écologique, faunistique et floristique.
Saint-Pierre-de-Trivisy est une commune rurale qui compte 617 habitants en 2022, après avoir connu un pic de population de 1 788 habitants en 1836.  Ses habitants sont appelés les Saint-Pierrais ou  Saint-Pierraises.

## Géographie

### Localisation
Commune du Massif central située au nord-est de Castres, dans les monts de Lacaune.

### Communes limitrophes
Les communes limitrophes sont Arifat, Lacaze, Montredon-Labessonnié, Rayssac et Vabre.
| Arifat                | Rayssac                 |        |
| Montredon-Labessonnié | Saint-Pierre-de-Trivisy | Lacaze |
|                       | Vabre                   |        |

### Hydrographie
La commune est dans le bassin de la Garonne, au sein du bassin hydrographique Adour-Garonne. Elle est drainée par le Gijou, le Dadounet, le Rieu de l'Aze, le ruisseau des Bardes, le ravin de la Buzatié, le ruisseau de Buguet, le ruisseau de Gréziès, le ruisseau de magades, le ruisseau de Peyre, le ruisseau de Salles, le ruisseau la fargue et par divers petits cours d'eau, qui constituent un réseau hydrographique de 44 km de longueur totale,.
Le Gijou, d'une longueur totale de 50 km, prend sa source dans la commune de Lacaune et s'écoule d'est en ouest. Il traverse la commune et se jette dans l'Agout à Vabre, après avoir traversé 6 communes.

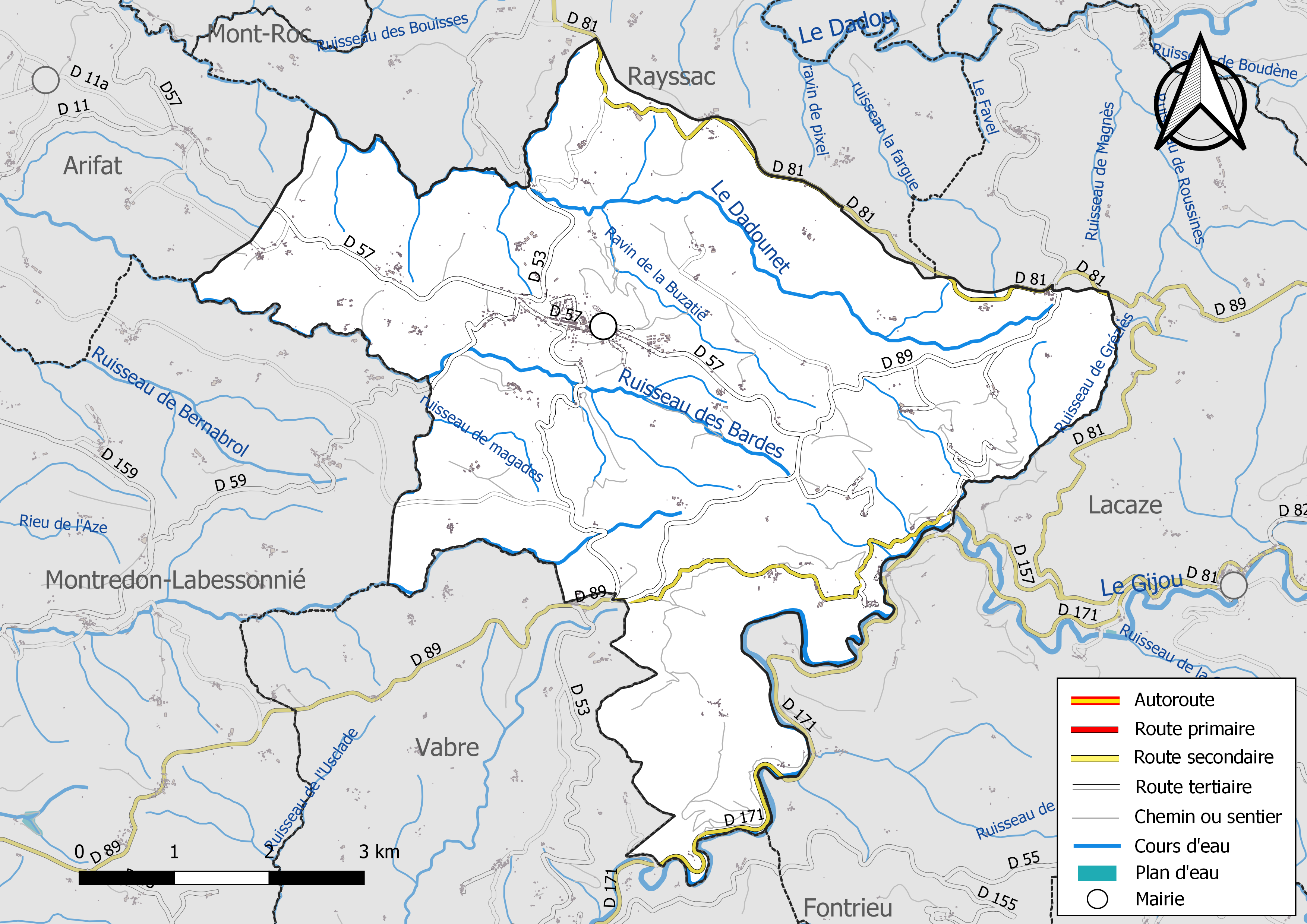
Réseaux hydrographique et routier de Saint-Pierre-de-Trivisy.

Le Dadounet, d'une longueur totale de 15,3 km, prend sa source dans la commune et s'écoule du sud-est vers le nord-ouest. Il traverse la commune et se jette dans le Dadou à Arifat, après avoir traversé 4 communes.
Le Rieu de l'Aze, d'une longueur totale de 15,1 km, prend sa source dans la commune et s'écoule d'est en ouest. Il traverse la commune et se jette dans le Dadou à Arifat, après avoir traversé 5 communes.
Le ruisseau des Bardes, d'une longueur totale de 14,6 km, prend sa source dans la commune et s'écoule d'est en ouest. Il traverse la commune et se jette dans le Dadou à Arifat, après avoir traversé 3 communes.

### Climat
Pour des articles plus généraux, voir Climat de l'Occitanie et Climat du Tarn.
En 2010, le climat de la commune est de type climat océanique altéré, selon une étude du Centre national de la recherche scientifique s'appuyant sur une série de données couvrant la période 1971-2000. En 2020, Météo-France publie une typologie des climats de la France métropolitaine dans laquelle la commune est toujours exposée à un climat océanique altéré et est dans une zone de transition entre les régions climatiques « Aquitaine, Gascogne » et « Sud-est du Massif Central ».
Pour la période 1971-2000, la température annuelle moyenne est de 10,9 °C, avec une amplitude thermique annuelle de 15,8 °C. Le cumul annuel moyen de précipitations est de 1 273 mm, avec 12,1 jours de précipitations en janvier et 6,8 jours en juillet. Pour la période 1991-2020, la température moyenne annuelle observée sur la station météorologique de Météo-France la plus proche, « Montredon-Labessonnié », sur la commune de Montredon-Labessonnié à 10 km à vol d'oiseau, est de 12,1 °C et le cumul annuel moyen de précipitations est de 1 133,8 mm. 
La température maximale relevée sur cette station est de 39,6 °C, atteinte le 21 juillet 1989 ; la température minimale est de −15,6 °C, atteinte le 12 janvier 1987,,.
Les paramètres climatiques de la commune ont été estimés pour le milieu du siècle (2041-2070) selon différents scénarios d'émission de gaz à effet de serre à partir des nouvelles projections climatiques de référence DRIAS-2020. Ils sont consultables sur un site dédié publié par Météo-France en novembre 2022.

### Milieux naturels et biodiversité

#### Espaces protégés
La protection réglementaire est le mode d’intervention le plus fort pour préserver des espaces naturels remarquables et leur biodiversité associée,.
La commune fait partie du parc naturel régional du Haut-Languedoc, créé en 1973 et d'une superficie de 307 184 ha, qui s'étend sur 118 communes et deux départements. Implanté de part et d’autre de la ligne de partage des eaux entre Océan Atlantique et mer Méditerranée, ce territoire est un véritable balcon dominant les plaines viticoles du Languedoc et les étendues céréalières du Lauragais,

#### Réseau Natura 2000

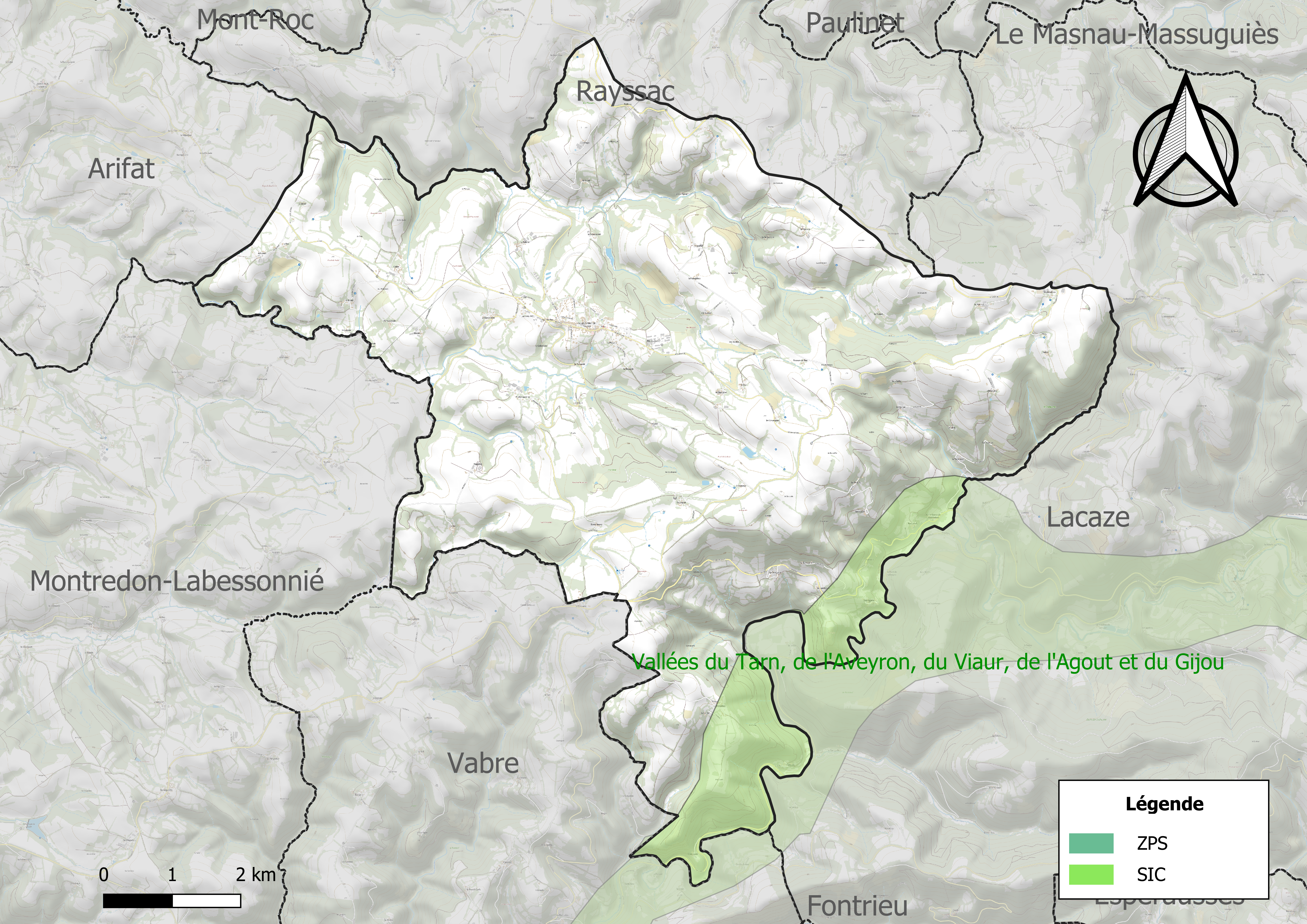
Site Natura 2000 sur le territoire communal.

Le réseau Natura 2000 est un réseau écologique européen de sites naturels d'intérêt écologique élaboré à partir des directives habitats et oiseaux, constitué de zones spéciales de conservation (ZSC) et de zones de protection spéciale (ZPS).
Un site Natura 2000 a été défini sur la commune au titre de la directive habitats : Les « vallées du Tarn, de l'Aveyron, du Viaur, de l'Agout et du Gijou », d'une superficie de 17 144 ha, s'étendant sur 136 communes dont 41 dans l'Aveyron, 8 en Haute-Garonne, 50 dans le Tarn et 37 dans le Tarn-et-Garonne. Elles présentent une très grande diversité d'habitats et d'espèces dans ce vaste réseau de cours d'eau et de gorges. La présence de la Loutre d'Europe et de la moule perlière d'eau douce est également d'un intérêt majeur.

#### Zones naturelles d'intérêt écologique, faunistique et floristique
L’inventaire des zones naturelles d'intérêt écologique, faunistique et floristique (ZNIEFF) a pour objectif de réaliser une couverture des zones les plus intéressantes sur le plan écologique, essentiellement dans la perspective d’améliorer la connaissance du patrimoine naturel national et de fournir aux différents décideurs un outil d’aide à la prise en compte de l’environnement dans l’aménagement du territoire.
Une ZNIEFF de type 1 est recensée sur la commune :
la « vallée du Gijou de Lacaze à Bézergues et vallée de l'Agoût de Bézergues à la Vergne » (6 257 ha), couvrant 7 communes du département et une ZNIEFF de type 2, : 
la « vallée de l'Agoût de Brassac à Burlats et vallée du Gijou » (15 868 ha), couvrant 17 communes du département.

Carte des ZNIEFF de type 1 et 2 à Saint-Pierre-de-Trivisy.
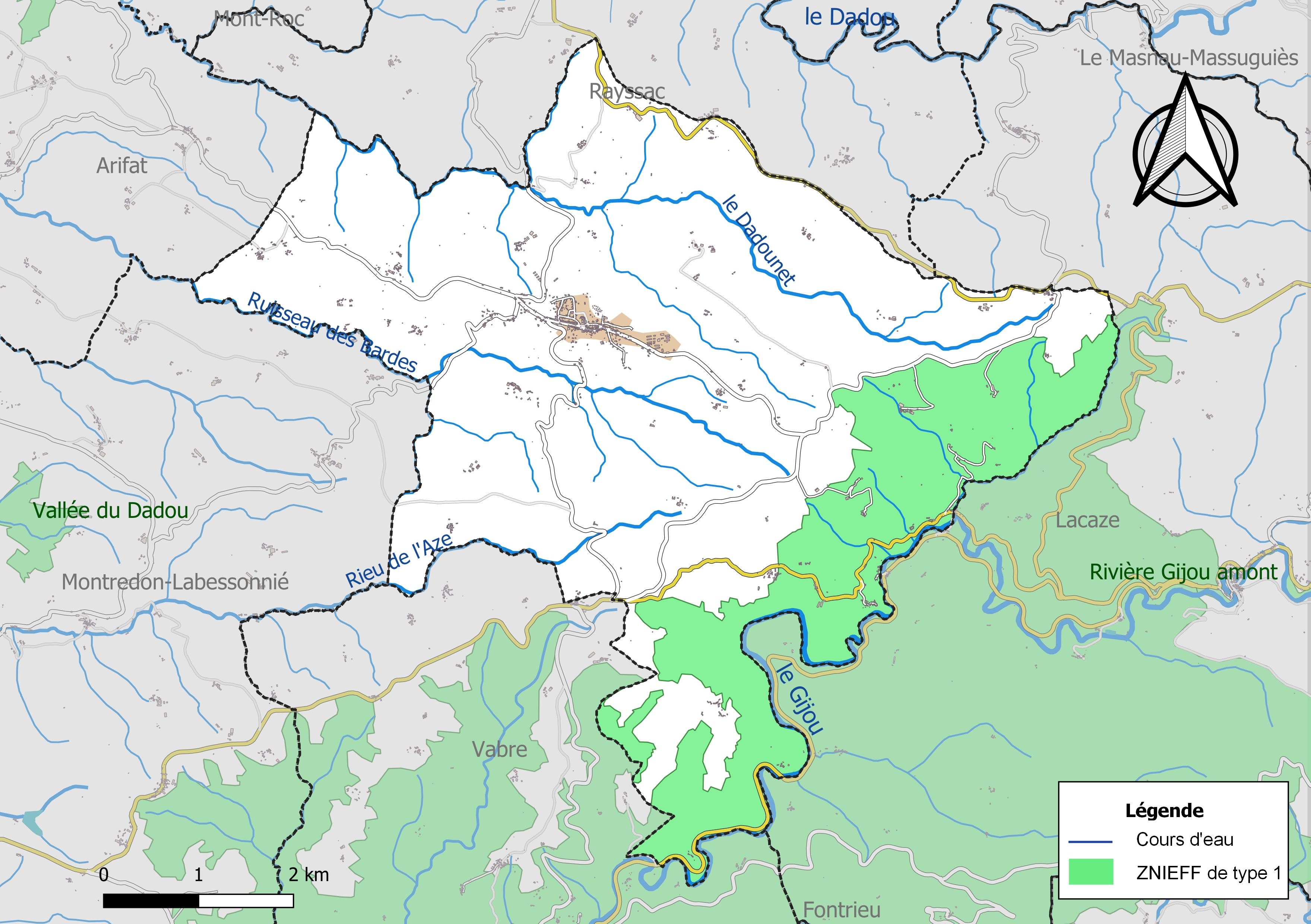
Carte de la ZNIEFF de type 1 sur la commune.
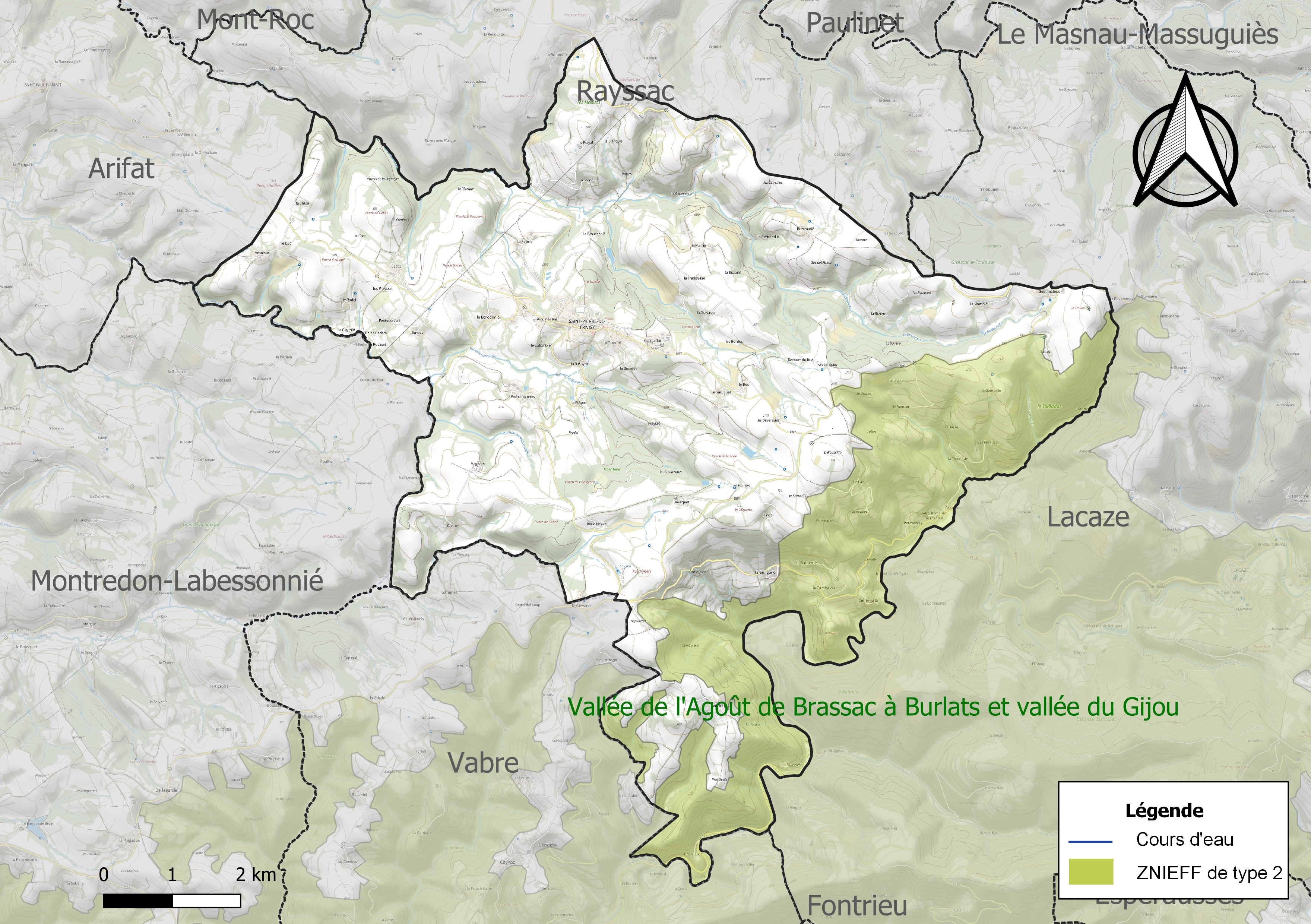
Carte de la ZNIEFF de type 2 sur la commune.

## Urbanisme

### Typologie
Au 1er janvier 2024, Saint-Pierre-de-Trivisy est catégorisée commune rurale à habitat dispersé, selon la nouvelle grille communale de densité à sept niveaux définie par l'Insee en 2022.
Elle est située hors unité urbaine et hors attraction des villes,.

### Occupation des sols
L'occupation des sols de la commune, telle qu'elle ressort de la base de données européenne d’occupation biophysique des sols Corine Land Cover (CLC), est marquée par l'importance des territoires agricoles (65 % en 2018), une proportion sensiblement équivalente à celle de 1990 (65,6 %). La répartition détaillée en 2018 est la suivante : 
zones agricoles hétérogènes (40,9 %), forêts (33,1 %), prairies (23 %), terres arables (1,1 %), zones urbanisées (1 %), milieux à végétation arbustive et/ou herbacée (0,9 %). L'évolution de l’occupation des sols de la commune et de ses infrastructures peut être observée sur les différentes représentations cartographiques du territoire : la carte de Cassini (XVIIIe siècle), la carte d'état-major (1820-1866) et les cartes ou photos aériennes de l'IGN pour la période actuelle (1950 à aujourd'hui).

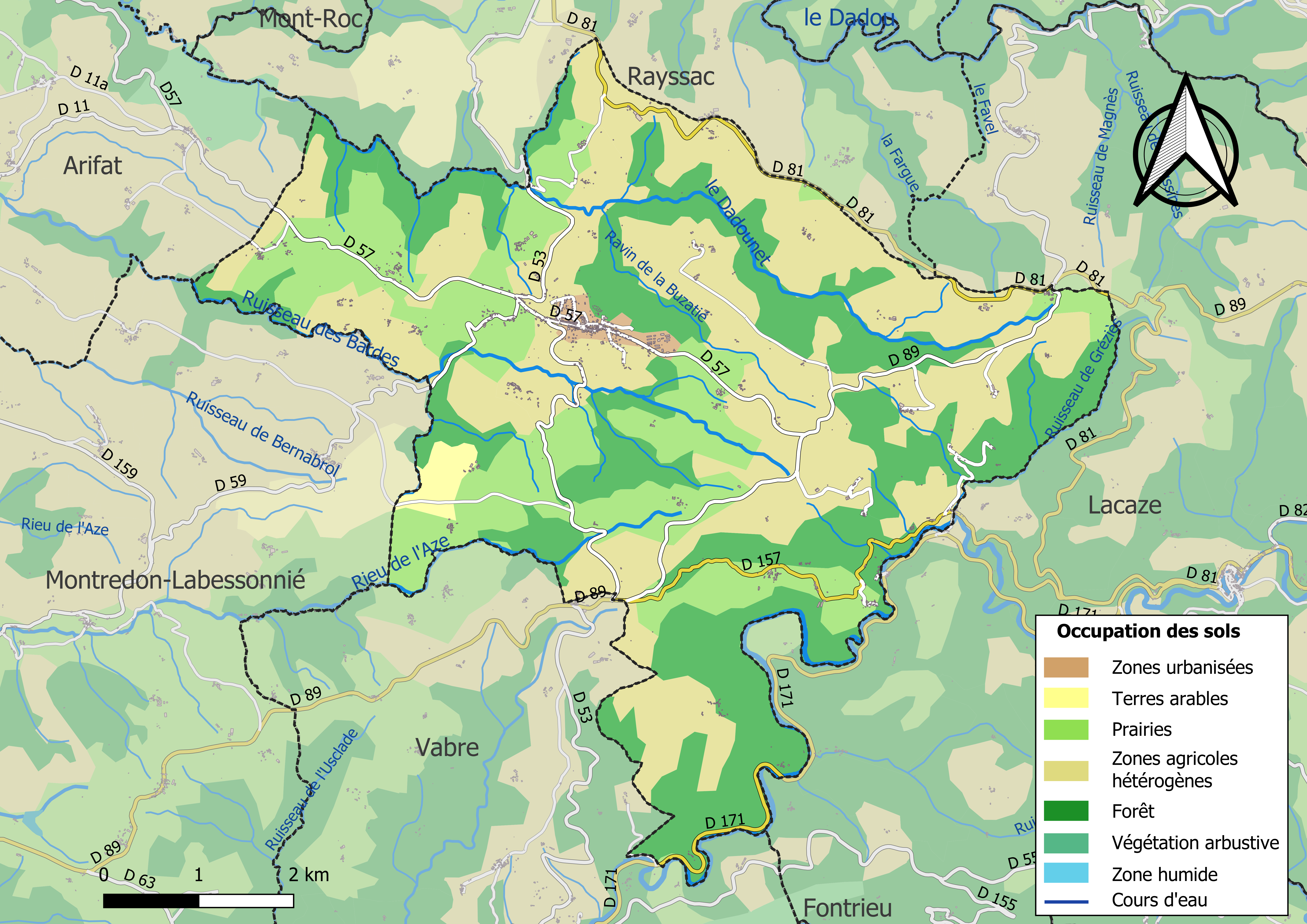
Carte des infrastructures et de l'occupation des sols de la commune en 2018 (CLC).

### Risques majeurs
Le territoire de la commune de Saint-Pierre-de-Trivisy est vulnérable à différents aléas naturels : météorologiques (tempête, orage, neige, grand froid, canicule ou sécheresse), inondations, feux de forêts, mouvements de terrains et séisme (sismicité très faible). Il est également exposé à un risque technologique,  le transport de matières dangereuses, et à un risque particulier : le risque de radon. Un site publié par le BRGM permet d'évaluer simplement et rapidement les risques d'un bien localisé soit par son adresse soit par le numéro de sa parcelle.

#### Risques naturels
Certaines parties du territoire communal sont susceptibles d’être affectées par le risque d’inondation par débordement de cours d'eau, notamment le Gijou, le Dadounet, le ruisseau des Bardes et le Rieu de l'Azé. La cartographie des zones inondables en ex-Midi-Pyrénées réalisée dans le cadre du XIe Contrat de plan État-région, visant à informer les citoyens et les décideurs sur le risque d’inondation, est accessible sur le site de la DREAL Occitanie. La commune a été reconnue en état de catastrophe naturelle au titre des dommages causés par les inondations et coulées de boue survenues en 1982, 1999 et 2021,.
Saint-Pierre-de-Trivisy est exposée au risque de feu de forêt. En 2022, il n'existe pas de Plan de Prévention des Risques incendie de forêt (PPRif). Le débroussaillement aux abords des maisons constitue l’une des meilleures protections pour les particuliers contre le feu,.

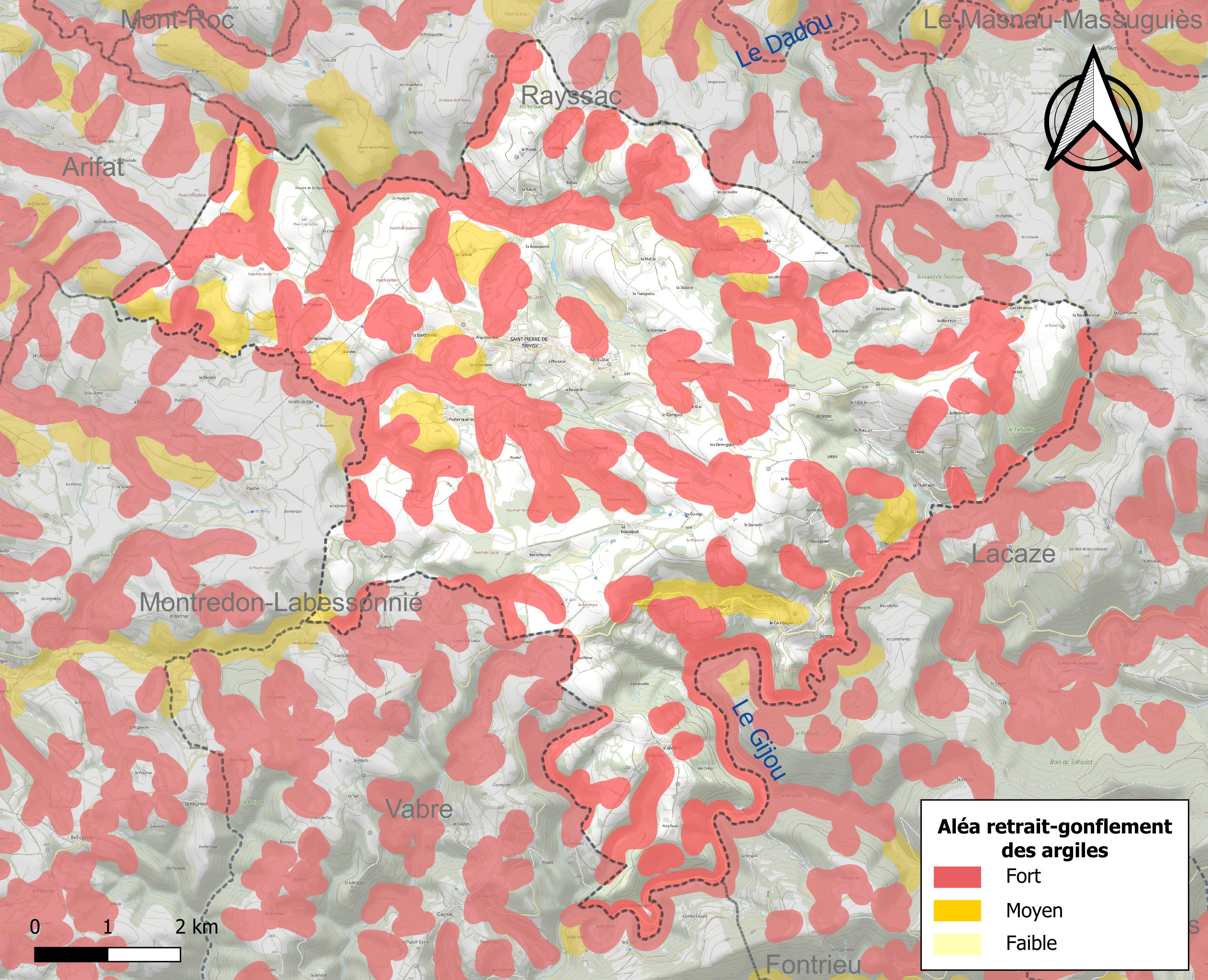
Carte des zones d'aléa retrait-gonflement des sols argileux de Saint-Pierre-de-Trivisy.

La commune est vulnérable au risque de mouvements de terrains constitué principalement du retrait-gonflement des sols argileux. Cet aléa est susceptible d'engendrer des dommages importants aux bâtiments en cas d’alternance de périodes de sécheresse et de pluie. 46 % de la superficie communale est en aléa moyen ou fort (76,3 % au niveau départemental et 48,5 % au niveau national). Sur les 414 bâtiments dénombrés sur la commune en 2019, 169 sont en aléa moyen ou fort, soit 41 %, à comparer aux 90 % au niveau départemental et 54 % au niveau national. Une cartographie de l'exposition du territoire national au retrait gonflement des sols argileux est disponible sur le site du BRGM,.
Par ailleurs, afin de mieux appréhender le risque d’affaissement de terrain, l'inventaire national des cavités souterraines permet de localiser celles situées sur la commune.

#### Risques technologiques
Le risque de transport de matières dangereuses sur la commune est lié à sa traversée par des infrastructures routières ou ferroviaires importantes ou la présence d'une canalisation de transport d'hydrocarbures. Un accident se produisant sur de telles infrastructures est susceptible d’avoir des effets graves sur les biens, les personnes ou l'environnement, selon la nature du matériau transporté. Des dispositions d’urbanisme peuvent être préconisées en conséquence.

#### Risque particulier
Dans plusieurs parties du territoire national, le radon, accumulé dans certains logements ou autres locaux, peut constituer une source significative d’exposition de la population aux rayonnements ionisants. Certaines communes du département sont concernées par le risque radon à un niveau plus ou moins élevé. Selon la classification de 2018, la commune de Saint-Pierre-de-Trivisy est classée en zone 2, à savoir zone à potentiel radon faible mais sur lesquelles des facteurs géologiques particuliers peuvent faciliter le transfert du radon vers les bâtiments.

## Histoire
- En 1789, la communauté porte le nom de Sénégats (Senegatz[36] en occitan) ou Sénégats-et-Trivisy; elle appartient à la sénéchaussée de Castres. Sur le plan religieux, elle appartient au diocèse de Castres.
- En 1790 est créée la commune de Sénégats ou Saint-Pierre-de-Trivisy.
- En l'an X, la commune est appelée Saint-Pierre-de-Trivisy-et-Sénégats.
- En 1896, la commune prend le nom de Saint-Pierre-de-Trivisy.

### Héraldique
| Saint-Pierre-de-Trivisy | Son blasonnement est : Taillé émanché d'azur et d'argent. |

## Politique et administration
| Période                                  | Période    | Identité         | Étiquette       | Qualité                            |
| ---------------------------------------- | ---------- | ---------------- | --------------- | ---------------------------------- |
| avril 2015                               |            | Pascal Cavaillès |                 |                                    |
| mars 2014                                | avril 2015 | Philippe Folliot | UDI             | Conseiller général, député du Tarn |
| mars 2008                                | mars 2014  | Nelly Barthès    | Front de gauche |                                    |
| mars 2001                                | mars 2008  | Nelly Barthès    | Front de gauche |                                    |
| juin 1995                                | mars 2001  | Philippe Folliot | centriste       | Conseiller général                 |
| mars 1989                                | juin 1995  | Philippe Folliot |                 | Plus jeune maire de France en 1989 |
| Les données manquantes sont à compléter. |            |                  |                 |                                    |

## Démographie
| 1793  | 1800  | 1806  | 1821  | 1831  | 1836  | 1841  | 1846  | 1851  |
| ----- | ----- | ----- | ----- | ----- | ----- | ----- | ----- | ----- |
| 1 540 | 1 051 | 1 210 | 1 607 | 1 646 | 1 788 | 1 517 | 1 573 | 1 482 |

| 1856  | 1861  | 1866  | 1872  | 1876  | 1881  | 1886  | 1891  | 1896  |
| ----- | ----- | ----- | ----- | ----- | ----- | ----- | ----- | ----- |
| 1 425 | 1 458 | 1 441 | 1 451 | 1 392 | 1 396 | 1 448 | 1 399 | 1 340 |

| 1901  | 1906  | 1911  | 1921  | 1926  | 1931  | 1936  | 1946 | 1954 |
| ----- | ----- | ----- | ----- | ----- | ----- | ----- | ---- | ---- |
| 1 331 | 1 339 | 1 355 | 1 088 | 1 107 | 1 076 | 1 058 | 913  | 884  |

| 1962 | 1968 | 1975 | 1982 | 1990 | 1999 | 2006 | 2007 | 2012 |
| ---- | ---- | ---- | ---- | ---- | ---- | ---- | ---- | ---- |
| 833  | 796  | 680  | 680  | 668  | 609  | 613  | 614  | 628  |

| 2017 | 2022 | - | - | - | - | - | - | - |
| ---- | ---- | - | - | - | - | - | - | - |
| 621  | 617  | - | - | - | - | - | - | - |

## Économie

### Revenus
En 2018, la commune compte 243 ménages fiscaux, regroupant 498 personnes. La médiane du revenu disponible par unité de consommation est de 18 290 € (20 400 € dans le département).

### Emploi
|                | 2008  | 2013  | 2018  |
| -------------- | ----- | ----- | ----- |
| Commune        | 3,3 % | 6 %   | 9,1 % |
| Département    | 8,2 % | 9,9 % | 10 %  |
| France entière | 8,3 % | 10 %  | 10 %  |

En 2018, la population âgée de 15 à 64 ans s'élève à 309 personnes, parmi lesquelles on compte 73,7 % d'actifs (64,7 % ayant un emploi et 9,1 % de chômeurs) et 26,3 % d'inactifs,. Depuis 2008, le taux de chômage communal (au sens du recensement) des 15-64 ans est inférieur à celui de la France et du département.
La commune est hors attraction des villes,. Elle compte 207 emplois en 2018, contre 210 en 2013 et 226 en 2008. Le nombre d'actifs ayant un emploi résidant dans la commune est de 201, soit un indicateur de concentration d'emploi de 103,1 % et un taux d'activité parmi les 15 ans ou plus de 41,5 %.
Sur ces 201 actifs de 15 ans ou plus ayant un emploi, 127 travaillent dans la commune, soit 63 % des habitants. Pour se rendre au travail, 66,7 % des habitants utilisent un véhicule personnel ou de fonction à quatre roues, 1 % les transports en commun, 16,4 % s'y rendent en deux-roues, à vélo ou à pied et 15,9 % n'ont pas besoin de transport (travail au domicile).

### Activités hors agriculture
40 établissements sont implantés  à Saint-Pierre-de-Trivisy au 31 décembre 2019. Le tableau ci-dessous en détaille le nombre par secteur d'activité et compare les ratios avec ceux du département,.
| Secteur d'activité                                                                                        | Commune | Commune | Département |
| Secteur d'activité                                                                                        | Nombre  | %       | %           |
| --- | ------- | ------- | ----------- |
| Ensemble                                                                                                  | 40      |         |             |
| Industrie manufacturière, industries extractives et autres                                                | 8       | 20 %    | (13 %)      |
| Construction                                                                                              | 2       | 5 %     | (12,5 %)    |
| Commerce de gros et de détail, transports, hébergement et restauration                                    | 12      | 30 %    | (26,7 %)    |
| Activités financières et d'assurance                                                                      | 1       | 2,5 %   | (3,3 %)     |
| Activités spécialisées, scientifiques et techniques et activités de services administratifs et de soutien | 4       | 10 %    | (13,8 %)    |
| Administration publique, enseignement, santé humaine et action sociale                                    | 6       | 15 %    | (15,5 %)    |
| Autres activités de services                                                                              | 7       | 17,5 %  | (9 %)       |

Le secteur du commerce de gros et de détail, des transports, de l'hébergement et de la restauration est prépondérant sur la commune puisqu'il représente 30 % du nombre total d'établissements de la commune (12 sur les 40 entreprises implantées  à Saint-Pierre-de-Trivisy), contre 26,7 % au niveau départemental.

### Agriculture
La commune est dans les Monts de Lacaune, une petite région agricole située dans le sud-est du département du Tarn. Entre bocages et forêt, cette zone est dédiée à l’élevage de ruminants de races à viande ou laitières. Sur les plus hauts plateaux, de nombreux élevages de brebis laitières produisent le lait destiné à la fabrication du roquefort. En 2020, l'orientation technico-économique de l'agriculture  sur la commune est l'élevage d'ovins ou de caprins. 
|               | 1988  | 2000  | 2010  | 2020  |
| ------------- | ----- | ----- | ----- | ----- |
| Exploitations | 72    | 46    | 35    | 27    |
| SAU (ha)      | 2 238 | 2 086 | 1 988 | 1 942 |

Le nombre d'exploitations agricoles en activité et ayant leur siège dans la commune est passé de 72 lors du recensement agricole de 1988  à 46 en 2000 puis à 35 en 2010 et enfin à 27 en 2020, soit une baisse de 62 % en 32 ans. Le même mouvement est observé à l'échelle du département qui a perdu pendant cette période 58 % de ses exploitations,. La surface agricole utilisée sur la commune a également diminué, passant de 2 238 ha en 1988 à 1 942 ha en 2020. Parallèlement la surface agricole utilisée moyenne par exploitation a augmenté, passant de 31 à 72 ha.

## Culture locale et patrimoine

### Lieux et monuments

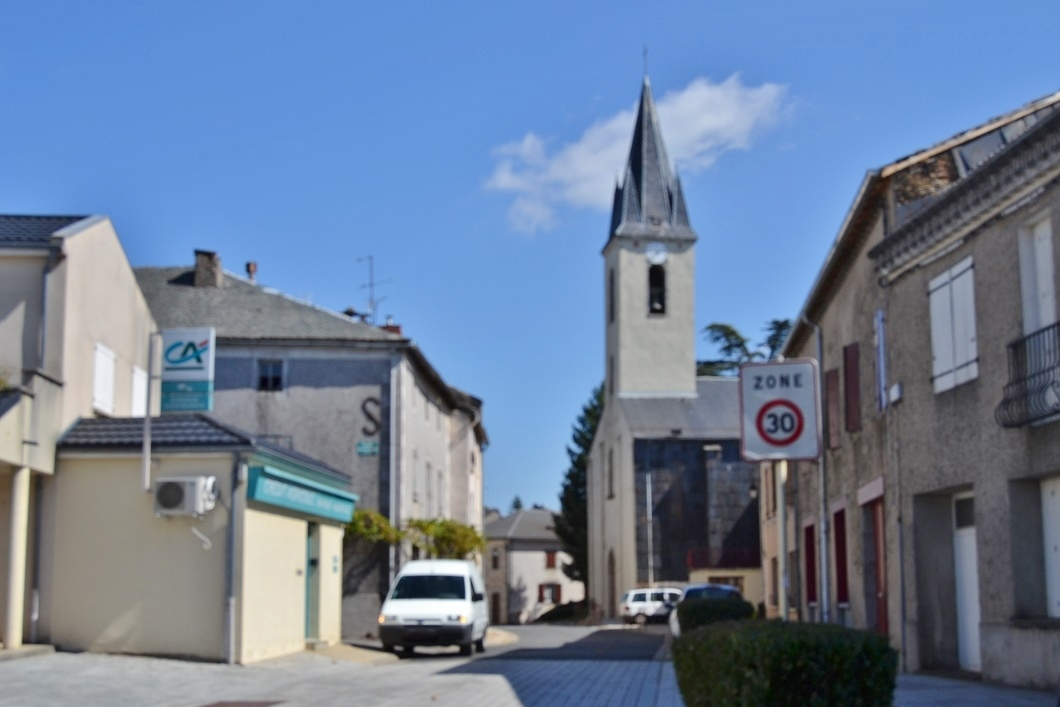
Église Saint-Pierre de Saint-Pierre-de-Trivisy.

- Église paroissiale Saint-Pierre de Saint-Pierre-de-Trivisy.
- Église Notre-Dame-de-Tournadous de Ganoubre.
- Le Cambajou, ancienne possession de l'ordre de Saint-Jean de Jérusalem et de la commanderie de Rayssac[46].

## Vie pratique

### Loisirs
La commune est station verte.
- Accro'branche
- Piscine avec toboggans

### Restauration / hébergement
- Camping "Le Forêt".
- Restaurant-Bibliothèque "La Biblioteca".

### Personnalités liées à la commune
- Jean-Raymond Cavailhes (1742-?), avocat, homme politique né à Saint-Pierre-de-Trivisy, député du tiers état aux états généraux de 1789.
- Firmin Oulès (1904-1992), économiste et professeur à l'université de Lausanne, né à Saint-Pierre-de-Trivisy.
- Joseph Oulès (1910-2005), fut le « doyen mondial d'âge des organistes » (Guiness des Records).
- Philippe Folliot, ancien maire de la commune du 20 mars 1989 (plus jeune maire de France à l'époque) au 30 septembre 2000, député du Tarn, puis sénateur du Tarn.